# Fenway Bowl
El Fenway Bowl es un bowl de fútbol americano universitario que se juega cada año en el Fenway Park de Boston, Massachusetts y es organizado por ESPN Events y Fenway Sports Management, y en el participan equipos de la American Athletic Conference y la Atlantic Coast Conference. Es el cuarto bowl que se juega en un estadio de béisbol, junto al Pinstripe Bowl (Yankee Stadium), el Holiday Bowl (Petco Park) y el Guaranteed Rate Bowl (Chase Field).
Los organizadores planearon que la edición inaugural del bowl se jugara en la temporada 2020–21. El 23 de octubre de 2020 se reportó que el bowl no se iba a jugar a causa de la pandemia de Covid-19. Tras la posposición del bowl se confirmó la edición de 2021 por los organizadores, cuando temporalmente fue creado el Montgomery Bowl para 2020.
En mayo de 2021 los organizadores anunciaron que el bowl se jugaría el 29 de diciembre de 2021 a las 11 a. m. En noviembre de 2021 Wasabi Technologies firmó el convenio de patrocinador del partido.
El 26 de diciembre de 2021 se anunció la cancelación del partido por los casos de COVID-19 en el equipo de Virginia; quien iba a enfrentar a SMU 3 días después.

## Resultados
| Año  | Campeón | Campeón | Finalista | Finalista | Asistencia |
| ---- | ------- | ------- | --------- | --------- | ---------- |
| 2021 | SMU     | 20      | Virginia  | 0         | 0          |